# Oliveto Lucano
Oliveto Lucano est une commune italienne de la province de Matera, dans la région Basilicate.

## Géographie
Oliveto Lucano est situé à 546 m d'altitude dans le parc naturel de Gallipoli Cognato - Piccole Dolomiti Lucane, précisément au pied du mont Croccia, où se trouve une zone archéologique importante où se trouve le complexe mégalithique appelé Petre de la Mola, dans une zone riche en bois. Le village est situé dans la partie nord-ouest de la province et est limitrophe au nord de la municipalité de Calciano (13 km), à l'est par Garaguso (7 km), au sud par San Mauro Forte (15 km) et à l'ouest par Accettura (12 km). Il fait partie de la communauté montagnarde Collina Materana.

## Administration
| Période                                  | Période | Identité         | Étiquette | Qualité                     |
| ---------------------------------------- | ------- | ---------------- | --------- | --------------------------- |
| 03/10/2021                               |         | Nicola Terranova |           | Travailleurs métallurgiques |
| Les données manquantes sont à compléter. |         |                  |           |                             |

### Communes limitrophes
Accettura, Calciano, Garaguso, San Mauro Forte